# District de Buan
Pour les articles homonymes, voir Buan.
Le district de Buan est un district de la province du Jeolla du Nord, en Corée du Sud.